# Silurus chantrei
Silurus chantrei är en fiskart som beskrevs av Sauvage 1882. Silurus chantrei ingår i släktet Silurus och familjen malfiskar. Inga underarter finns listade i Catalogue of Life.